# Amadeus I van Spanje
Amadeus Ferdinand Maria van Savoye (Italiaans: Amedeo; Spaans: Amadeo) (Turijn, 30 mei 1845 – aldaar, 18 januari 1890), hertog van Aosta, was van 1870 tot 1873 koning van Spanje. Hij was de tweede zoon van koning Victor Emanuel II van Italië en Adelheid van Oostenrijk en dus een broer van de latere Italiaanse koning Umberto I.

## Levensloop
Amadeus ging in 1859 als kapitein het leger in en streed in 1866 evenals zijn broer Umberto als generaal-majoor mee in de Slag bij Custoza. In mei 1867 trad hij in het huwelijk met Maria dal Pozzo della Cisterna.
Spanje had sinds het verdrijven van koningin Isabella II in 1868 geen monarch meer. Daarom werd in 1870 de Duitse prins Leopold van Hohenzollern-Sigmaringen de kroon aangeboden. Dit lag politiek echter uiterst gevoelig (zijn kandidatuur was zelfs de directe aanleiding voor de Frans-Duitse Oorlog) en Leopold moest zijn kandidatuur intrekken. De Spanjaarden kozen vervolgens Amadeus tot koning. Zelf had hij er weinig zin in maar het Italiaanse kabinet dwong hem de uitnodiging te aanvaarden. Op 16 november 1870 werd hij tot koning gekroond en op 2 januari 1871 zwoer hij te Madrid de constitutie te handhaven. Voordat hij in Madrid was aangekomen was echter Juan Prim vermoord, de man die zijn kandidatuur het meest had gesteund.
Amadeus' koningschap begon dus slecht en het zou ook niet veel beter worden. Hij kreeg te maken met een zeer onstabiele politiek, republikeinse tegenstand, Carlistische opstanden in Baskenland en Catalonië, separatisme in Cuba, verschillende opstanden door het gehele land, regeringen in ballingschap en een moordaanslag (zijn koets werd op 18 augustus 1872 beschoten). Alleen de monarchistische vleugel van de progressieve partij steunde hem. Hij weigerde echter de absolute macht te grijpen en zijn vader Victor Emanuel steunde hem hierin.

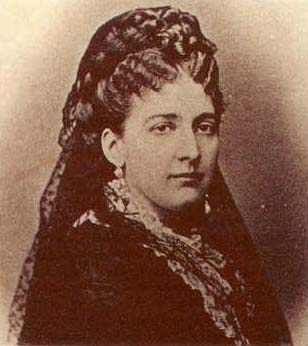
Maria Victoria

In 1873 was hij vrijwel alle steun kwijt en hij besloot af te treden. Hij proclameerde zijn aftreden op 11 februari 1873 en nog om tien uur diezelfde avond werd in Spanje de Eerste Spaanse Republiek uitgeroepen. Amadeus verscheen hierbij en verklaarde het Spaanse volk onregeerbaar. Hij keerde terug naar Italië alwaar hij zijn oude functie van hertog van Aosta weer op zich nam. De Spaanse republiek zou overigens slechts twee jaar standhouden want in 1875 kwam Isabella's zoon Alfons XII op de troon.
Amadeus' vrouw Maria Victoria had door de spanning aan het Spaanse hof gezondheidsklachten gekregen en stierf op 3 november 1876. In september 1888 hertrouwde Amadeus met zijn nicht Marie Laetitia Eugénie Bonaparte, dochter van zijn zus Clothilde en Napoleon Jozef Karel Paul Bonaparte.
Amadeus stierf op 18 januari 1890 in de armen van zijn broer Umberto.

## Kinderen
Amadeus liet drie kinderen na uit zijn eerste huwelijk:
- Emanuel Filibert (1869-1939), hertog van Aosta (vader van Tomislav II van Kroatië)
- Victor Emanuel (1870-1946)
- Lodewijk Amadeus (1873-1933), hertog van Abruzzi

en één zoon uit zijn tweede huwelijk:
- Humbert (1889-1918)

## Kwartierstaat
| Karel Emanuel van Savoye-Carignano (1770-1800) | Karel Emanuel van Savoye-Carignano (1770-1800) | Karel Emanuel van Savoye-Carignano (1770-1800) | Karel Emanuel van Savoye-Carignano (1770-1800) | Karel Emanuel van Savoye-Carignano (1770-1800) | Karel Emanuel van Savoye-Carignano (1770-1800) | Maria Christina van Saksen (1770-1851) | Maria Christina van Saksen (1770-1851) | Maria Christina van Saksen (1770-1851) | Maria Christina van Saksen (1770-1851) | Maria Christina van Saksen (1770-1851)   | Maria Christina van Saksen (1770-1851)   |                                          |                                          | Ferdinand III van Toscane (1769-1824)    | Ferdinand III van Toscane (1769-1824)    | Ferdinand III van Toscane (1769-1824)  | Ferdinand III van Toscane (1769-1824)  | Ferdinand III van Toscane (1769-1824)  | Ferdinand III van Toscane (1769-1824)  | Louisa Maria van Bourbon-Sicilië (1773-1802) | Louisa Maria van Bourbon-Sicilië (1773-1802) | Louisa Maria van Bourbon-Sicilië (1773-1802) | Louisa Maria van Bourbon-Sicilië (1773-1802) | Louisa Maria van Bourbon-Sicilië (1773-1802) | Louisa Maria van Bourbon-Sicilië (1773-1802) |  |  | Keizer Leopold II (1747-1792)      | Keizer Leopold II (1747-1792)      | Keizer Leopold II (1747-1792)      | Keizer Leopold II (1747-1792)      | Keizer Leopold II (1747-1792)      | Keizer Leopold II (1747-1792)      | Marie Louise van Bourbon (1745-1792) | Marie Louise van Bourbon (1745-1792) | Marie Louise van Bourbon (1745-1792) | Marie Louise van Bourbon (1745-1792) | Marie Louise van Bourbon (1745-1792) | Marie Louise van Bourbon (1745-1792) |                                     |                                     | Karel Emanuel van Savoye-Carignano (1770-1800) | Karel Emanuel van Savoye-Carignano (1770-1800) | Karel Emanuel van Savoye-Carignano (1770-1800) | Karel Emanuel van Savoye-Carignano (1770-1800) | Karel Emanuel van Savoye-Carignano (1770-1800) | Karel Emanuel van Savoye-Carignano (1770-1800) | Maria Christina van Saksen (1770-1851)     | Maria Christina van Saksen (1770-1851)     | Maria Christina van Saksen (1770-1851) | Maria Christina van Saksen (1770-1851) | Maria Christina van Saksen (1770-1851) | Maria Christina van Saksen (1770-1851) |  |  |  |  |  |  |  |  |  |  |  |  |  |  |  |  |  |  |  |  |  |  |  |  |  |  |  |  |  |  |  |  |  |  |  |  |  |  |  |  |  |  |  |  |  |  |  |  |
| Karel Emanuel van Savoye-Carignano (1770-1800) | Karel Emanuel van Savoye-Carignano (1770-1800) | Karel Emanuel van Savoye-Carignano (1770-1800) | Karel Emanuel van Savoye-Carignano (1770-1800) | Karel Emanuel van Savoye-Carignano (1770-1800) | Karel Emanuel van Savoye-Carignano (1770-1800) | Maria Christina van Saksen (1770-1851) | Maria Christina van Saksen (1770-1851) | Maria Christina van Saksen (1770-1851) | Maria Christina van Saksen (1770-1851) | Maria Christina van Saksen (1770-1851)   | Maria Christina van Saksen (1770-1851)   |                                          |                                          | Ferdinand III van Toscane (1769-1824)    | Ferdinand III van Toscane (1769-1824)    | Ferdinand III van Toscane (1769-1824)  | Ferdinand III van Toscane (1769-1824)  | Ferdinand III van Toscane (1769-1824)  | Ferdinand III van Toscane (1769-1824)  | Louisa Maria van Bourbon-Sicilië (1773-1802) | Louisa Maria van Bourbon-Sicilië (1773-1802) | Louisa Maria van Bourbon-Sicilië (1773-1802) | Louisa Maria van Bourbon-Sicilië (1773-1802) | Louisa Maria van Bourbon-Sicilië (1773-1802) | Louisa Maria van Bourbon-Sicilië (1773-1802) |  |  | Keizer Leopold II (1747-1792)      | Keizer Leopold II (1747-1792)      | Keizer Leopold II (1747-1792)      | Keizer Leopold II (1747-1792)      | Keizer Leopold II (1747-1792)      | Keizer Leopold II (1747-1792)      | Marie Louise van Bourbon (1745-1792) | Marie Louise van Bourbon (1745-1792) | Marie Louise van Bourbon (1745-1792) | Marie Louise van Bourbon (1745-1792) | Marie Louise van Bourbon (1745-1792) | Marie Louise van Bourbon (1745-1792) |                                     |                                     | Karel Emanuel van Savoye-Carignano (1770-1800) | Karel Emanuel van Savoye-Carignano (1770-1800) | Karel Emanuel van Savoye-Carignano (1770-1800) | Karel Emanuel van Savoye-Carignano (1770-1800) | Karel Emanuel van Savoye-Carignano (1770-1800) | Karel Emanuel van Savoye-Carignano (1770-1800) | Maria Christina van Saksen (1770-1851)     | Maria Christina van Saksen (1770-1851)     | Maria Christina van Saksen (1770-1851) | Maria Christina van Saksen (1770-1851) | Maria Christina van Saksen (1770-1851) | Maria Christina van Saksen (1770-1851) |  |  |  |  |  |  |  |  |  |  |  |  |  |  |  |  |  |  |  |  |  |  |  |  |  |  |  |  |  |  |  |  |  |  |  |  |  |  |  |  |  |  |  |  |  |  |  |  |
|                                                |                                                |                                                |                                                |                                                |                                                |                                        |                                        |                                        |                                        |                                          |                                          |                                          |                                          |                                          |                                          |                                        |                                        |                                        |                                        |                                              |                                              |                                              |                                              |                                              |                                              |  |  |                                    |                                    |                                    |                                    |                                    |                                    |                                      |                                      |                                      |                                      |                                      |                                      |                                     |                                     |                                                |                                                |                                                |                                                |                                                |                                                |                                            |                                            |                                        |                                        |                                        |                                        |  |  |  |  |  |  |  |  |  |  |  |  |  |  |  |  |  |  |  |  |  |  |  |  |  |  |  |  |  |  |  |  |  |  |  |  |  |  |  |  |  |  |  |  |  |  |  |  |
|                                                |                                                |                                                |                                                | Karel Albert van Sardinië (1798-1849)          | Karel Albert van Sardinië (1798-1849)          | Karel Albert van Sardinië (1798-1849)  | Karel Albert van Sardinië (1798-1849)  | Karel Albert van Sardinië (1798-1849)  | Karel Albert van Sardinië (1798-1849)  |                                          |                                          |                                          |                                          |                                          |                                          | Maria Theresia van Toscane (1801-1855) | Maria Theresia van Toscane (1801-1855) | Maria Theresia van Toscane (1801-1855) | Maria Theresia van Toscane (1801-1855) | Maria Theresia van Toscane (1801-1855)       | Maria Theresia van Toscane (1801-1855)       |                                              |                                              |                                              |                                              |  |  |                                    |                                    |                                    |                                    | Reinier van Oostenrijk (1783-1853) | Reinier van Oostenrijk (1783-1853) | Reinier van Oostenrijk (1783-1853)   | Reinier van Oostenrijk (1783-1853)   | Reinier van Oostenrijk (1783-1853)   | Reinier van Oostenrijk (1783-1853)   |                                      |                                      |                                     |                                     |                                                |                                                | Elisabeth van Savoye-Carignano (1800-1856)     | Elisabeth van Savoye-Carignano (1800-1856)     | Elisabeth van Savoye-Carignano (1800-1856)     | Elisabeth van Savoye-Carignano (1800-1856)     | Elisabeth van Savoye-Carignano (1800-1856) | Elisabeth van Savoye-Carignano (1800-1856) |                                        |                                        |                                        |                                        |  |  |  |  |  |  |  |  |  |  |  |  |  |  |  |  |  |  |  |  |  |  |  |  |  |  |  |  |  |  |  |  |  |  |  |  |  |  |  |  |  |  |  |  |  |  |  |  |
|                                                |                                                |                                                |                                                | Karel Albert van Sardinië (1798-1849)          | Karel Albert van Sardinië (1798-1849)          | Karel Albert van Sardinië (1798-1849)  | Karel Albert van Sardinië (1798-1849)  | Karel Albert van Sardinië (1798-1849)  | Karel Albert van Sardinië (1798-1849)  |                                          |                                          |                                          |                                          |                                          |                                          | Maria Theresia van Toscane (1801-1855) | Maria Theresia van Toscane (1801-1855) | Maria Theresia van Toscane (1801-1855) | Maria Theresia van Toscane (1801-1855) | Maria Theresia van Toscane (1801-1855)       | Maria Theresia van Toscane (1801-1855)       |                                              |                                              |                                              |                                              |  |  |                                    |                                    |                                    |                                    | Reinier van Oostenrijk (1783-1853) | Reinier van Oostenrijk (1783-1853) | Reinier van Oostenrijk (1783-1853)   | Reinier van Oostenrijk (1783-1853)   | Reinier van Oostenrijk (1783-1853)   | Reinier van Oostenrijk (1783-1853)   |                                      |                                      |                                     |                                     |                                                |                                                | Elisabeth van Savoye-Carignano (1800-1856)     | Elisabeth van Savoye-Carignano (1800-1856)     | Elisabeth van Savoye-Carignano (1800-1856)     | Elisabeth van Savoye-Carignano (1800-1856)     | Elisabeth van Savoye-Carignano (1800-1856) | Elisabeth van Savoye-Carignano (1800-1856) |                                        |                                        |                                        |                                        |  |  |  |  |  |  |  |  |  |  |  |  |  |  |  |  |  |  |  |  |  |  |  |  |  |  |  |  |  |  |  |  |  |  |  |  |  |  |  |  |  |  |  |  |  |  |  |  |
|                                                |                                                |                                                |                                                |                                                |                                                |                                        |                                        |                                        |                                        | Victor Emanuel II van Italië (1820-1878) | Victor Emanuel II van Italië (1820-1878) | Victor Emanuel II van Italië (1820-1878) | Victor Emanuel II van Italië (1820-1878) | Victor Emanuel II van Italië (1820-1878) | Victor Emanuel II van Italië (1820-1878) |                                        |                                        |                                        |                                        |                                              |                                              |                                              |                                              |                                              |                                              |  |  |                                    |                                    |                                    |                                    |                                    |                                    |                                      |                                      |                                      |                                      | Adelheid van Oostenrijk (1822–1855)  | Adelheid van Oostenrijk (1822–1855)  | Adelheid van Oostenrijk (1822–1855) | Adelheid van Oostenrijk (1822–1855) | Adelheid van Oostenrijk (1822–1855)            | Adelheid van Oostenrijk (1822–1855)            |                                                |                                                |                                                |                                                |                                            |                                            |                                        |                                        |                                        |                                        |  |  |  |  |  |  |  |  |  |  |  |  |  |  |  |  |  |  |  |  |  |  |  |  |  |  |  |  |  |  |  |  |  |  |  |  |  |  |  |  |  |  |  |  |  |  |  |  |
|                                                |                                                |                                                |                                                |                                                |                                                |                                        |                                        |                                        |                                        | Victor Emanuel II van Italië (1820-1878) | Victor Emanuel II van Italië (1820-1878) | Victor Emanuel II van Italië (1820-1878) | Victor Emanuel II van Italië (1820-1878) | Victor Emanuel II van Italië (1820-1878) | Victor Emanuel II van Italië (1820-1878) |                                        |                                        |                                        |                                        |                                              |                                              |                                              |                                              |                                              |                                              |  |  |                                    |                                    |                                    |                                    |                                    |                                    |                                      |                                      |                                      |                                      | Adelheid van Oostenrijk (1822–1855)  | Adelheid van Oostenrijk (1822–1855)  | Adelheid van Oostenrijk (1822–1855) | Adelheid van Oostenrijk (1822–1855) | Adelheid van Oostenrijk (1822–1855)            | Adelheid van Oostenrijk (1822–1855)            |                                                |                                                |                                                |                                                |                                            |                                            |                                        |                                        |                                        |                                        |  |  |  |  |  |  |  |  |  |  |  |  |  |  |  |  |  |  |  |  |  |  |  |  |  |  |  |  |  |  |  |  |  |  |  |  |  |  |  |  |  |  |  |  |  |  |  |  |
|                                                |                                                |                                                |                                                |                                                |                                                |                                        |                                        |                                        |                                        |                                          |                                          |                                          |                                          |                                          |                                          |                                        |                                        |                                        |                                        |                                              |                                              |                                              |                                              |                                              |                                              |  |  |                                    |                                    |                                    |                                    |                                    |                                    |                                      |                                      |                                      |                                      |                                      |                                      |                                     |                                     |                                                |                                                |                                                |                                                |                                                |                                                |                                            |                                            |                                        |                                        |                                        |                                        |  |  |  |  |  |  |  |  |  |  |  |  |  |  |  |  |  |  |  |  |  |  |  |  |  |  |  |  |  |  |  |  |  |  |  |  |  |  |  |  |  |  |  |  |  |  |  |  |
|                                                |                                                |                                                |                                                |                                                |                                                |                                        |                                        |                                        |                                        |                                          |                                          |                                          |                                          |                                          |                                          |                                        |                                        |                                        |                                        |                                              |                                              |                                              |                                              |                                              |                                              |  |  |                                    |                                    |                                    |                                    |                                    |                                    |                                      |                                      |                                      |                                      |                                      |                                      |                                     |                                     |                                                |                                                |                                                |                                                |                                                |                                                |                                            |                                            |                                        |                                        |                                        |                                        |  |  |  |  |  |  |  |  |  |  |  |  |  |  |  |  |  |  |  |  |  |  |  |  |  |  |  |  |  |  |  |  |  |  |  |  |  |  |  |  |  |  |  |  |  |  |  |  |
|                                                |                                                |                                                |                                                | Maria Clothilde van Savoye (1843-1911)         | Maria Clothilde van Savoye (1843-1911)         | Maria Clothilde van Savoye (1843-1911) | Maria Clothilde van Savoye (1843-1911) | Maria Clothilde van Savoye (1843-1911) | Maria Clothilde van Savoye (1843-1911) |                                          |                                          | Umberto I van Italië (1844-1900)         | Umberto I van Italië (1844-1900)         | Umberto I van Italië (1844-1900)         | Umberto I van Italië (1844-1900)         | Umberto I van Italië (1844-1900)       | Umberto I van Italië (1844-1900)       |                                        |                                        | Amadeus I van Spanje (1845-1890)             | Amadeus I van Spanje (1845-1890)             | Amadeus I van Spanje (1845-1890)             | Amadeus I van Spanje (1845-1890)             | Amadeus I van Spanje (1845-1890)             | Amadeus I van Spanje (1845-1890)             |  |  | Otto Eugène van Italië (1846-1866) | Otto Eugène van Italië (1846-1866) | Otto Eugène van Italië (1846-1866) | Otto Eugène van Italië (1846-1866) | Otto Eugène van Italië (1846-1866) | Otto Eugène van Italië (1846-1866) |                                      |                                      | Maria Pia van Savoye (1847-1911)     | Maria Pia van Savoye (1847-1911)     | Maria Pia van Savoye (1847-1911)     | Maria Pia van Savoye (1847-1911)     | Maria Pia van Savoye (1847-1911)    | Maria Pia van Savoye (1847-1911)    |                                                |                                                | ... + 3 jong overleden broers                  | ... + 3 jong overleden broers                  | ... + 3 jong overleden broers                  | ... + 3 jong overleden broers                  | ... + 3 jong overleden broers              | ... + 3 jong overleden broers              |                                        |                                        |                                        |                                        |  |  |  |  |  |  |  |  |  |  |  |  |  |  |  |  |  |  |  |  |  |  |  |  |  |  |  |  |  |  |  |  |  |  |  |  |  |  |  |  |  |  |  |  |  |  |  |  |